# Robin Hood (Comic)

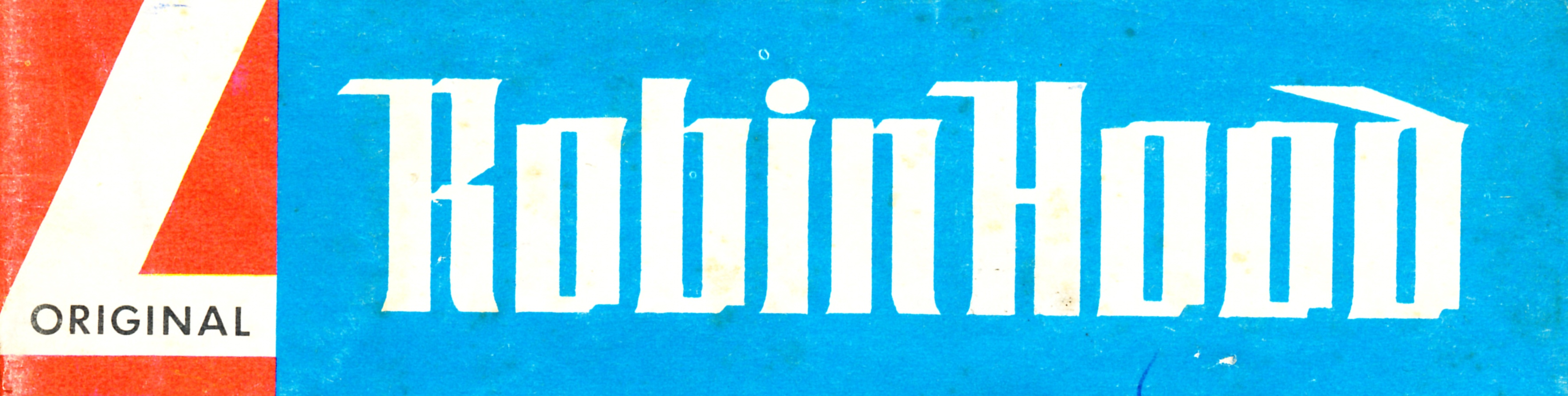
Robin Hood (Comic)

Robin Hood (im französischen Original: Robin des Bois) war eine französische Comicserie, die von 1965 bis 1975 im Verlag Editions de Vaillant, Paris, erschien. Die Serie wurde von dem Comicautor Jean Ollivier geschrieben und von Lucien Gartier, Christian Gaty und Charly Kiéfer gezeichnet. In Deutschland erschien von 1973 bis 1977 eine Übersetzung im Bastei-Verlag. Eine weitere Übersetzung erschien 1976 in Portugal.

## Handlung und Charaktere
Die Handlungsepisoden basieren auf der Legende von Robin Hood, der im Hochmittelalter als Geächteter in den Wäldern von Sherwood Forest in Nottinghamshire, England gelebt haben soll. Robin und seine Gefährten, zu denen die fiktiven Charaktere Little John und Will Scarlet gehören, erleben zahlreiche Abenteuer. Ihr Gegenspieler ist der Sheriff von Nottingham.

## Veröffentlichungen
In Frankreich erschienen die Robin-des-Bois-Abenteuer von 1965 bis 1975 im Verlag Editions de Vaillant. Die erste Geschichte wurde in Ausgabe 1056 des Comicmagazins Vaillant veröffentlicht. Ab 1969 erfolgten die Publikationen im Nachfolgemagazin Pif Gadget, dessen Auflage Anfang der 1970er Jahre teilweise bis zu einer Million Exemplare erreichte. Die letzte Geschichte wurde in Pif Gadget, Ausgabe 310, veröffentlicht. Reprints einzelner Geschichten erschienen in den 1970er Jahren sowie 1980 und 1991.
Erste Ausgaben von Robin Hood erschienen 1964–1965 im Walter Lehning Verlag, eine weitere deutsche Übersetzung erschien unter dem Titel Robin Hood – Der Herr der Wälder in den Jahren 1973 bis 1977 im Bastei-Verlag. Insgesamt wurden 97 Hefte der Comicserie in 14-täglicher Erscheinungsweise publiziert. Remittenden wurden in Bastei-Sammelbänden zu je drei Heften in einem Band verkauft. Neben einem bis zwei vierfarbig gedruckten Abenteuern von Robin Hood (Umfang ca. 20 Seiten) enthielt jedes Heft eine in Schwarz, Weiß und Rot gedruckte Zusatzgeschichte von Fanfan der Husar (Heft 1 bis 47) und von Torka der Tiger (Heft 48 bis 97) im Umfang von jeweils ca. 16 Seiten.
In Portugal erschienen unter dem Namen Robin dos Bosques im Jahr 1976 Übersetzungen mehrerer Geschichten im Magazin Tigre.